# József Attila Művelődési Központ (Budapest)
A budapesti József Attila Művelődési Központ a XIII. kerület meghatározó kulturális intézménye, mely 2008. január 1-jétől a XIII. Kerületi Közművelődési Nonprofit Kft. része.

## Története

### Az V. kerületi Népház
A mai XIII. kerület területén, de még a kerület 1938-as megalakulása előtt már felmerült az akkori városvezetőkben a gondolat, hogy a külvárosi lakosság számára szociális és kulturális tevékenységnek is helyet adó közösségi házat hozzanak létre. Az ehhez hasonló szociális intézkedések népszerűek voltak az 1910-es években, ezért az akkori kerületi vezető, Hanvai Sándor ötlete kedvező fogadtatásra talált a fővárosi önkormányzatnál is. 
Így épülhetett fel 1911-ben a Vág utca 12. szám alatt az akkor még V. kerülethez tartozó Népház. A háromszintes épületben helyet kapott egy foglalkoztató műhely, több étkező és népkonyha, illetve hálótermek is. Nem a mai értelemben vett művelődési ház volt ez, sokkal inkább az önhibájukon kívül munkanélkülivé vált embereket segítő, életkörülményeiket javító szociális intézmény. A ház lehetőséget biztosított pénzkeresésre is (diótöréssel, faaprítással, papírzacskó-készítéssel), a népkonyhán ingyen étkezhettek a rászorultak, a hálóhelyiségben pedig ingyen szállást is kaptak. A szülés előtt álló nőknek babakelengyét kölcsönöztek, ez volt az ún. vándorkosár. Alkalmanként tej- és kenyérosztást szerveztek, a dolgozók gyermekeire szakképzett felügyelők vigyáztak 14 éves korig, míg a szülők dolgoztak. A Népház konyhája estére aztán nyilvános társalgóvá alakult, ahol sakkozással, dominózással, beszélgetéssel múlatta az időt az ide betérő. Szerveztek esti tanfolyamokat is, a kor neves kutatói tartottak ismeretterjesztő előadásokat, ill az 1920-as években a Népházban működött a Platz Rudolf vezette „Műhely”, egy avantgárd színházi csoport.
A Népház egyik hátránya volt, hogy nem tudott széles körű társadalmi réteget magához vonzani. A kültelki gyári munkásság már az épület megépülését is bizalmatlanul fogadták. Számukra saját egyleteik, szakszervezeti székházaik váltak a művelődés színtereivé.

### A Rákosi Mátyás Kultúrház (1949–1956)

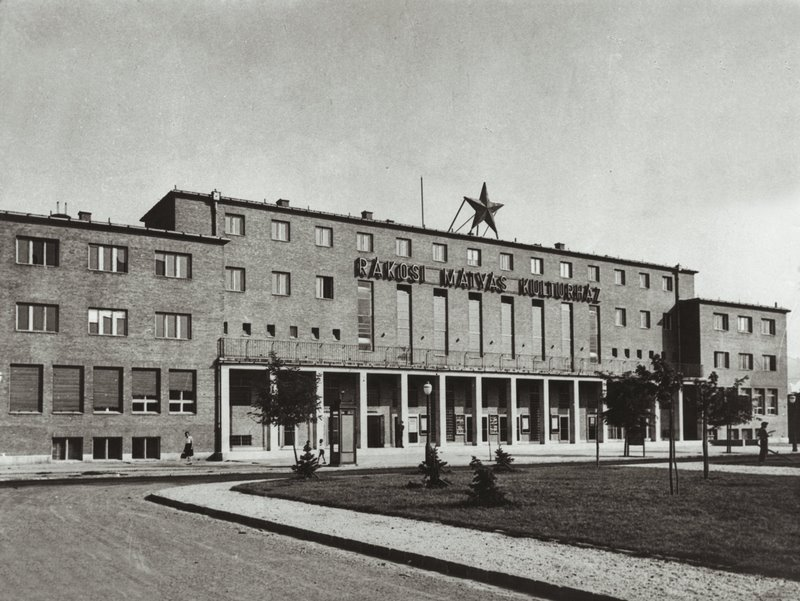
A Rákosi Mátyás Kultúrház (1949-1956), főbejárat

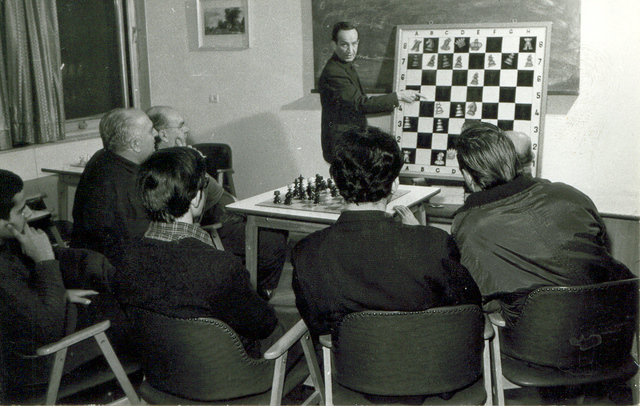
A sakk-kör „munka” közben

Az angyalföldi kerületrész munkásai sokáig különböző szakegyleteik révén kaphatták csak meg azt a (köz)művelődési formát, amelyhez – az akkor még V. kerület – lakosai számára a Népház adott helyet. A Vas- és Rézesztergályosok helyiségeiben például rendszeres eszperantó tanfolyamokat szerveztek, hisz úgy tartották, hogy ez a nyelv lesz a munkásmozgalom közvetítő nyelve. Kiemelkedő jelentőségű volt Podolini-Volkmann Artúr festőművész Szabad Képzőművészeti Rajz- és Festőiskolája is, ahonnan több neves művész került ki a korban, mint például Derkovits Gyula, Korniss Dezső, Victor Vasarely stb.
Ilyen előzmények után már 1938-ban felmerült, hogy Angyalföld is kapjon az V. Kerületi Népházhoz hasonló intézményt. Az elöljárók nem sokáig gondolkodtak; 1939-ben meg is indult az építkezés a Krausz Mayer-féle telken. A Magdolnavárosi Kultúrházat Horváth Szabolcs tervezte, amelyben könyvtár, olvasó- és előadóterem, 600 személy befogadására alkalmas filmszínház, óvoda, étterem, illetve lakások kaptak volna helyet. A második világháború azonban megakasztotta az építkezést. Ekkor már szerkezetkészen állt az épület, így a háború utáni szükséghelyzetben önkényes lakók is beköltöztek, és a körzeti orvos is itt tudott rendelni. Többszörösen módosított tervek után csak 1949-re fejeződött be az építkezés. A májusi 1949-es választások előtt pár nappal ugyan átadták az épületet, de az OTI-nak már sem megfelelő kapacitása nem volt, sem érdeke nem fűződött az épület berendezéséhez, mivel azt azonnal a Fővárosi Ingatlankezelő Vállalat vette át. Így abban nem is folyt kulturális élet, csak ősszel nyílt meg egy könyvtár, és egy óvoda.
A „három éves terv” vége előtt ismét átadták az épületet, ekkor már mint Rákosi Mátyás Kultúrház, amelyet december 30-án vehetett át a kerület dolgozóinak nevében Werlein Ferenc XIII. kerületi elöljáró a főpolgármestertől. Az ünnepélyes keretek között megtartott átadón jelen voltak a kommunista párt vezetői, miniszterei, művészkiválóságok, azonban a belső építési munkákkal még ekkor sem voltak készen, pl. a moziteremben nem voltak még székek, a bálterem padlózatát társadalmi munkában a környék lakói burkolták téglákkal, miközben a propagandabeszédek szerint a kultúrház mindent megad, amit „az új típusú kommunista ember nevelésében nyújthat”. 
Az első hónapokban csak az első emeleti 300 személyes nagyterem, az ehhez kétoldalról csatlakozó előtérként is szolgáló két helyiség, valamint négy különálló kisterem volt használható, bennük: a Természettudományos és Technikus Kör szobái, a társalgó, játékszoba. A 600 fő befogadására képes mozi csak később nyílt meg, 1950. augusztus 20-án. Az alkotmány ünnepén tartott ünnepélyes megnyitón maga a névadó, Rákosi Mátyás is megjelent, aki szerint ez a „Szocialista Magyarország első kultúrháza” (ennek hatására az akkor még meglévő lakásokból gyorsan kiköltöztették a lakókat, és azokat is a kultúra szolgálatába állították). A kultúrház vezetője egy 22 esztendős vasesztergályos, Osvári László lett, az intézmény élére pedig különböző tömegszervezetek képviselőiből verbuválódott kilenctagú társadalmi vezetőség került. Az 1950–55 közötti időszakban öt igazgató váltotta egymást a kultúrház élén. A főváros első kultúrházának célja: a szocialista embertípus kialakítása volt. Ennek érdekében a házban aktív kultúrélet zajlott, már a nyitás alkalmával egy 10 fős saját színtársulat is alakult, de rendszeresek voltak a vendég színi előadások is (a legolcsóbb jegy egy forint ötven fillér, a legdrágább öt forintba került). A Rákosi-ház falai között tartották például a szocializmus mintaregényének szánt Felelet című Déry Tibor-mű bemutatóját is, és minden téren pezsgő klubéletet mondhatott magának az intézmény. A havi 2 forintos tagdíj ellenében bárki „százféle” szórakozási lehetőséget kaphatott. Pingpong, biliárd, sakk, bálok – akkoriban csak itt voltak elérhető szórakozási formák. Az épület alagsorában bölcsőde és óvoda működött, de tartottak itt rendszeresen sorozásokat is.

### A József Attila Kultúrház majd Művelődési Ház (1956–1969)

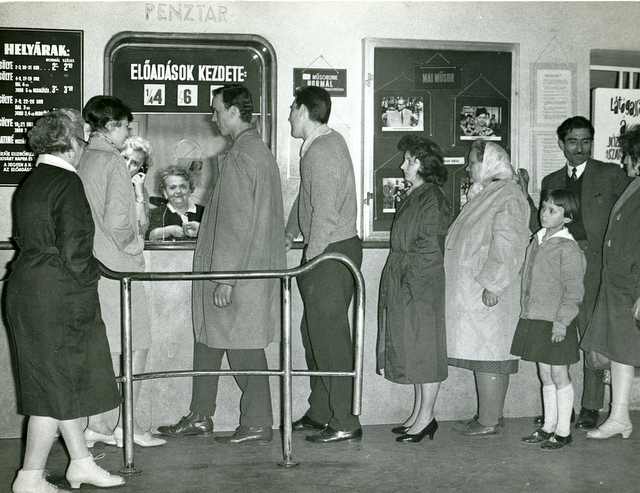
Jegyvásárlás az előadásra, 1960-as évek elején a József Attila Kultúrházban

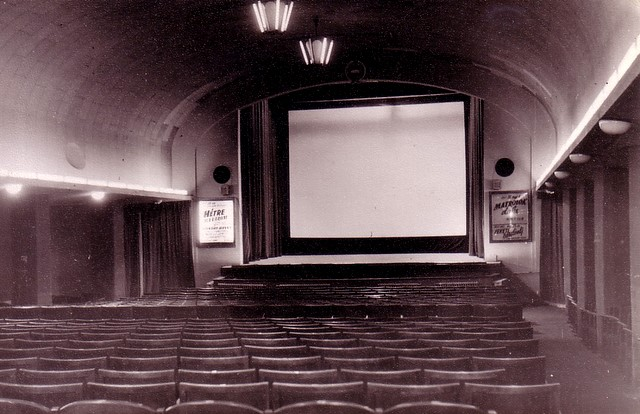
Mozi az 1960-as években a József Attila Kultúrházban

A kerületi tanács a kultúrház nevét még az 1956-os forradalom előtt szeptemberben József Attila Kultúrházra változtatta, de a névváltozást csak az MSZMP 1958-as művelődéspolitikai határozatának megjelenése után követte belső, tartalmi változás. Csökkentek a politikának alárendelt kulturális események, előtérbe kerültek a szakmai értékek, megjelentek a közhasznú tanfolyamok, kiszélesedett az ismeretterjesztés. A balett-, versmondó- és gyermekszínjátszó-csoportok és s képzőművész kör mellé megalakult az Irodalmi Klub, amit Müller Péter vezetett. Ebből fejlődött ki az Angyalföldi Irodalmi Színpad. A Fővárosi Zeneiskola kihelyezett ének-harmonika oktatást indított a kultúrházban, a táncos lábúak pedig szalon és néptánc tanfolyamok között is válogathattak. Megindult a szabás-varrás oktatás, illetve az angol-és német nyelvtanfolyamok is kezdetüket vették. Havi rendszerességgel megindult a Híradó elnevezésű programfüzet, a mozi életében viszont visszalépést jelentett, hogy a Fővárosi Mozivállalat utánjátszóvá minősítette az addig a legújabb filmeket vetítő mozit, a helyi könyvtárat pedig a Fővárosi Szabó Ervin Könyvtár kebelezte be. Később a József Attila Színház megnyitása, a TV elterjedése egyre nagyobb tömegeket vitt el a kultúrház látogatói köréből, az ebből adódó feszültség eredménye pedig az lett, hogy 1961-ben a kerületi tanács leváltotta az igazgatót, az intézményt pedig művelődési házzá soroltatták át.
Az új igazgató új társadalmi vezetőséget állított fel, célul a lakosság különböző rétegeinek kulturális kielégítését tűzte ki. Ennek érdekében igyekeztek az ismeretterjesztő előadások színvonalát emelni, és olyan új formába önteni, mint pl. kiállítások szervezése. A ház falai között szabadegyetem is működött ekkor és új klubok is alakultak (bélyeggyűjtő, kertbarát, természetjáró stb). A művészeti munka terén elsőrendű feladat a szocialista-realista művészet megszerettetése, az ennek az esztétikumnak megfelelő műízlés kialakítása volt. Gyakori vendégszereplő volt a József Attila téren a Madách Színház, a Nemzeti Színház, a Filharmonikusok, nagy szovjet művészegyüttesek, a nézők között pedig sűrűn fordultak meg vezető politikusok. 1964-től a művelődési ház az egész kerületre kiterjedésű hatáskört nyert, innentől a ház feladata lett az állami ünnepségek megszervezése is helyi szinten (a Munka ünnepe, az Alkotmány ünnepe, a Nagy Októberi Szocialista Forradalom napja stb.) és ekkor indult el az Angyalföldi Napok c. programsorozat is.

### A József Attila Művelődési Központ

#### 1969–1985
1969-től mint művelődési központ élt tovább az angyalföldi kultúrkomplexum, ami azt is jelentette, hogy közel megduplázódott a ház állami támogatása. Már mint művelődési központ élte át az intézmény az első demokratikus igazgató választást: a kerületi tanács 1972-ben írt ki először pályázatot az AJAMK igazgatói állására. Az intézmény feje ekkor Pardi Sándorné lett.
Az ő igazgatósága alatt, régi képzőművészeti előzményekre támaszkodva, alakult meg 1975-ben a Moholy-Nagy László Képző- és Iparművészeti Stúdió, ami fővárosszerte elismert képzőművészeti képzést fémjelzett. Új lendületet kaptak a mozgásművészeti tanfolyamok is: balett, színpadi tánc, akrobatikus sztepp tánc, de még kondicionáló torna is indult a művelődési központban. Elindult a Humoristák és Karikaturisták Klubja, a korábbi bélyeggyűjtők, kertbarátok klubja is tovább élt, akik olyan önálló programokat is szerveztek, mint őszi terménybemutató vagy például befőttkiállítás. Ekkor alakult meg a máig töretlen sikerrel működő Helytörténeti Klub is, aminek alapítója Jelenics József volt. A ház nevéhez méltóan valóban központi szerepet töltött be a kerület és részben a főváros művelődésében, a lehető legváltozatosabb programokat kínálva, korszerű körülmények között. Üröm volt az örömben viszont, hogy 1972-ben már megmutatkozott, az épület megérett a felújításra. 1972-ben a színháztermet le kellett zárni, mert leszakadt a mennyezet egy része. Hosszas gyűjtögetés után 1978-ban meg is indult az épület teljeskörű felújítása. Mivel a rekonstrukciót szakaszosan tervezték, így a munkálatok egészen 1986-ig eltartottak. A kultúrvár ez alatt az idő alatt is zavartalanul működött, a Moholy Nagy Stúdió ekkorra vált a fővárosi vizuális nevelés bázisává, ahol már 10 tagozat működött, és az AJAMK adott otthont az első magyar bűvészversenynek is 1983-ban.

#### 1985-től napjainkig

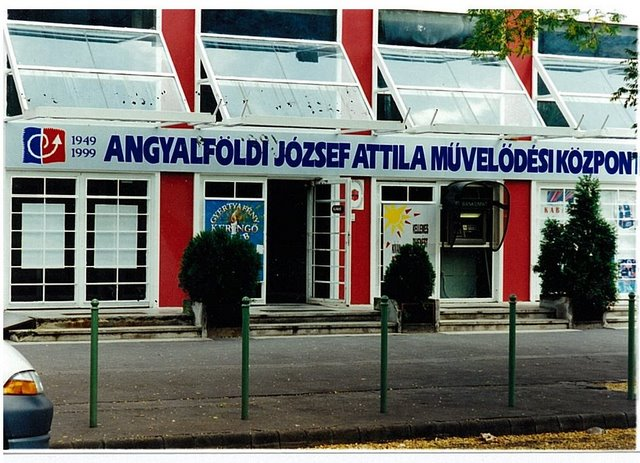
Az Angyalföldi József Attila Művelődési Központ bejárata 1999-ben

1985-re befejeződött a 90 millió forintos felújítás, ekkorra készült el az épületet a kor ízlésének megfelelően modernné varázsoló üveg- és műanyaghomlokzat, ’86-ban pedig átadásra került az Angyalföldi Nézőtér névre keresztelt színházterem is. A ’80-as évek végén jelentkező pénzügyi nehézségek viszont az új ház működésére is rányomták bélyegüket. A rendszerváltás utáni gyármegszűnések, a megnövekedett munkanélküliség következtében a XIII. kerület lakossága erősen differenciálódott, s ez nagymértékben befolyásolta a fizetőképes kereslet alakulását is. A krízis kezelését Labáth Sándor (1991-től igazgató) egy új profil kialakításával vitte véghez sikeresen. A 90-es évek elejétől az AJAMK az iskolán kívüli képzés egyik fő területe lett Budapesten, később meg is alakult itt az Angyalföldi Általános Képzési Központ, ahol már egyetemi kiegészítő képzést is indítottak. A közművelés is zavartalanul folyt tovább, 1994-ben először rendezték meg az azóta is folyamatosan működő József Attila Napokat, illetve 40 év után először szintén ebben az évben került újra megrendezésre a Szent Mihály napi búcsú. 1996-tól Fenyves Kornél idejében újra a klasszikus közművelődési irány került előtérbe, megindult az Angyalföldi ősz, a Kerületi Nemzetiségek Kulturális Fesztiválja és a Kerületi Civil Szervezetek Napja rendezvénysorozat, amelyek máig élnek. A hagyományosnak mondható mozgásművészeti és vizuális nevelés természetesen töretlen maradt, Koltai Ottó bácsi tánciskolája ma is ismerősen csenghet a művelődési házba látogatónak. Tovább működött, s működik ma is, a Moholy Nagy Stúdió, számtalan tanfolyam és ismeretterjesztő előadássorozat vert tanyát ebben az időszakban is a házban. Se szeri, se száma ekkor a legkülönbözőbb művészeti és mozgás programoknak, színházi és zenei előadásoknak, gyermek és családi eseményeknek, s mindez a nagy kihasználtság hozzá is járult ahhoz, hogy 2005-re az épület újbóli rekonstrukciója elkerülhetetlenné vált.
2006. november 24-ére 1,6 milliárd forintos költségből visszaalakították az eredeti homlokzatot, teljesen újjáépítették a színháztermet, korszerűsítették a belső elrendezést, új tereket és termeket alakítottak ki, hogy mindenben egy teljesen új és modern épület szolgálja a kerület kulturális életét.
2008. január 1-jétől egy szerveződési forma, a XIII. Kerületi Közművelődési Nonprofit Kft. fogja össze (részben ismét) a kerület kulturális intézményeit: Angyalföldi Gyermek- és Ifjúsági Ház, Angyalföldi Helytörténeti Gyűjtemény, Iránytű - Ifjúsági Információs és Tanácsadó Iroda, Budapesti és Pest megyei ifjúsági szakmai módszertani központ, Láng Művelődési Központ, Újlipótvárosi Klub Galéria és a Vízöntő Pinceklub, melyeknek az Angyalföldi József Attila Művelődési Központ lett a feje.